# Scaptodrosophila mirei
Scaptodrosophila mirei är en tvåvingeart som först beskrevs av Tsacas och Chassagnard 1988.  Scaptodrosophila mirei ingår i släktet Scaptodrosophila och familjen daggflugor. Inga underarter finns listade i Catalogue of Life.